# Delias nuydaorum
Delias nuydaorum is een vlindersoort uit de familie van de Pieridae (witjes), onderfamilie Pierinae.
Delias nuydaorum werd in 1975 beschreven door H. Schröder.